# Karpatium
Das Karpatium (auch Karpatische Stufe oder Karpatien) ist eine regionale chronostratigraphische Stufe des Miozäns (Neogen), die im zentralen Paratethys-Bereich angewendet wird. Sie entspricht etwa dem oberen Drittel der internationalen chronostratigraphischen Stufe des Burdigalium. Das Karpatium ist demnach in etwa in den Zeitraum von 17 bis 16 Millionen Jahren zu stellen. In der zentralen Paratethys folgt auf die regionale Stufe des Karpatium die regionale Stufe des Badenium; sie wird vom Ottnangium unterlagert.

## Namensgebung und Stratotyp
Die Stufe ist nach den Karpaten benannt. Das Stratotyp-Profil liegt bei Slup (Mähren, Tschechien). Die Stufe wurde 1967 von den tschechischen Geologen Ivan Cicha, Ján Seneš und Jiří Tejkal vorgeschlagen. Sie fand und findet im Bereich der Paratethys fast allgemeine Verwendung.

## Definition
Die untere Grenze der regionalen Stufe des Karpatium ist durch das Ende der sogenannten Rzehakia-Schichten definiert. Die obere Grenze ist durch das Erstauftreten der Orbulinen markiert. Sie fällt also mit der Burdigalium-Langhium-Grenze zusammen. Die Stufe entspricht damit etwa dem oberen Drittel der Burdigalium-Stufe.